# Duraj
Duraj (albanska: Duraj, serbiska: Dura) är en by i Kosovo. Den ligger i kommunen Kaçanik. Enligt den senaste folkräkningen år 2011 fanns det 651 invånare.

## Demografi
| Demografi | 2011 |
| --------- | ---- |
| albaner   | 651  |